# Justus Cobet
Justus Cobet (* 25. Mai 1939 in Frankfurt am Main) ist ein deutscher Althistoriker.
Der Sohn eines Buchhändlers und einer Bibliothekarin besuchte das Gymnasium in seiner Heimatstadt Frankfurt am Main und studierte anschließend Klassische Philologie und Geschichte an den Universitäten in Tübingen, Frankfurt am Main und in Bryn Mawr, Pennsylvania. Cobet wurde 1968 in Frankfurt am Main bei Harald Patzer zum Thema Herodots Exkurse und die Frage der Einheit seines Werkes promoviert. Anschließend war er ab 1969 wissenschaftlicher Assistent und von 1970 bis 1979 wissenschaftlicher Mitarbeiter am Seminar für Alte Geschichte in Frankfurt bei Jochen Bleicken und Eberhard Ruschenbusch. Im Jahr 1970/1971 erhielt Cobet ein Reisestipendium des Deutschen Archäologischen Instituts.
Von 1979 bis zu seiner Emeritierung 2004 war Justus Cobet Professor für Alte Geschichte und Didaktik der Geschichte an der Universität-Gesamthochschule Essen. Seit seiner Emeritierung ist er dort weiterhin als Dozent tätig.
Forschungsschwerpunkte von Cobets wissenschaftlichen Arbeit sind die antike Geschichtsschreibung und deren Geschichte, die Geschichte des archaischen Griechenlands, die Verbindungen und Schnittpunkte zwischen Alter Geschichte und Klassischer Archäologie, die Wissenschaftsgeschichte, Fachgeschichte, Wirkungsgeschichte, Rezeptionsgeschichte, Theorie und Didaktik der Alten Geschichte, die Geschichte Milets sowie das antike Troja, dessen Erforschung und sein Entdecker Heinrich Schliemann.

## Schriften (Auswahl)
- Herodots Exkurse und die Frage der Einheit seines Werkes. (= Historia. Einzelschrift 17). Dissertation. Steiner, Wiesbaden 1971.
- Herausgeber: Dialogos. Für Harald Patzer zum 65. Geburtstag von seinen Freunden und Schülern. Steiner, Wiesbaden 1975, ISBN 3-515-02353-4.
- Herausgeber mit William M. Calder III: Heinrich Schliemann nach hundert Jahren. Klostermann, Frankfurt am Main 1990, ISBN 3-465-02266-1.
- Herausgeber: Schliemanns Troia. Pomp, Essen 1991, ISBN 3-89355-061-5.
- Herausgeber mit Barbara Patzek: Archäologie und historische Erinnerung. Nach 100 Jahren Heinrich Schliemann. Essen 1992, ISBN 3-88474-005-9.
- Heinrich Schliemann. Archäologe und Abenteurer. (= C.H.Beck Wissen). C.H. Beck, München 1997, ISBN 3-406-41057-X.
- Herausgeber mit Dieter Lau und Carl Friedrich Gethmann: Europa. Die Gegenwärtigkeit der antiken Überlieferung. (= Essener Beiträge zur Kulturgeschichte. Band 2). Aachen 2000, ISBN 3-8265-8362-0.
- The Organization of Time in the Histories. In: Brill’s Companion to Herodotus, hrsg. von E. Bakker u. a., Leiden 2002, S. 387–412.
- Alte Geschichte. In: Michael Maurer (Hrsg.): Aufriß der Historischen Wissenschaften 1. Das Interesse an der Geschichte: Epochen, Stuttgart 2005, S. 14–105.
- Herausgegeben mit Volkmar v. Graeve u. a.: Frühes Ionien. Eine Bestandsaufnahme. Panionion-Symposion Güzelçamlı 1999 (Milesisches Forschungen 5), Mainz 2007.
- Das europäische Narrativ. Ein Althistoriker blickt auf die Ordnung der Zeiten. In: N. Berg u.a (Hrsg.): Konstellationen. Über Geschichte, Erfahrung und Erkenntnis. Festschrift für Dan Diner, Göttingen 2011, S. 191–211.
- Babylon, Jerusalem, Athen, Rom. Vier Metropolen: Skizze eines europäischen Diskurses. In: Historische Zeitschrift 293, 2011, S. 1–38.
- Die Horizonte der antiken Oikumene: Eine Vorgeschichte zu Kolumbus. In: Periplus 23, 2013, S. 7–34.
- Der klassische Archäologe Wilhelm Gurlitt im Netz der Altertumswissenschaft. Mit einem Anhang: Briefwechsel zwischen Cornelius und Wilhelm Gurlitt über „das Schöne in der Kunst“. In: Ursula Renner (Hrsg.): Die anderen Gurlitts. Unterwegs zu einer Familiengeschichte. Darmstadt 2021, ISBN 978-3-534-40465-0, S. 88–121 und 361–374.
- Der sogenannte Aristeas-Brief. Jüdische Geschichte und Alte Geschichte. In: Saeculum, Band 72, 2022, S. 59–104.